# USS Sampson (DDG-102)
USS Sampson (DDG-102) —  ескадрений міноносець КРО типу «Арлі Берк» ВМС США, серії IIa з 127/62-мм АУ. П'ятдесят другий корабель цього типу в складі ВМС США, будівництво яких було схвалено Конгресом США.

## Назва
Корабель отримав назву на честь контр-адмірала Вільяма Т. Сампсона (1840 - 1902), відомого своєю перемогою в битві при Сантьяго де Кубі під час іспано-американської війни.

## Будівництво

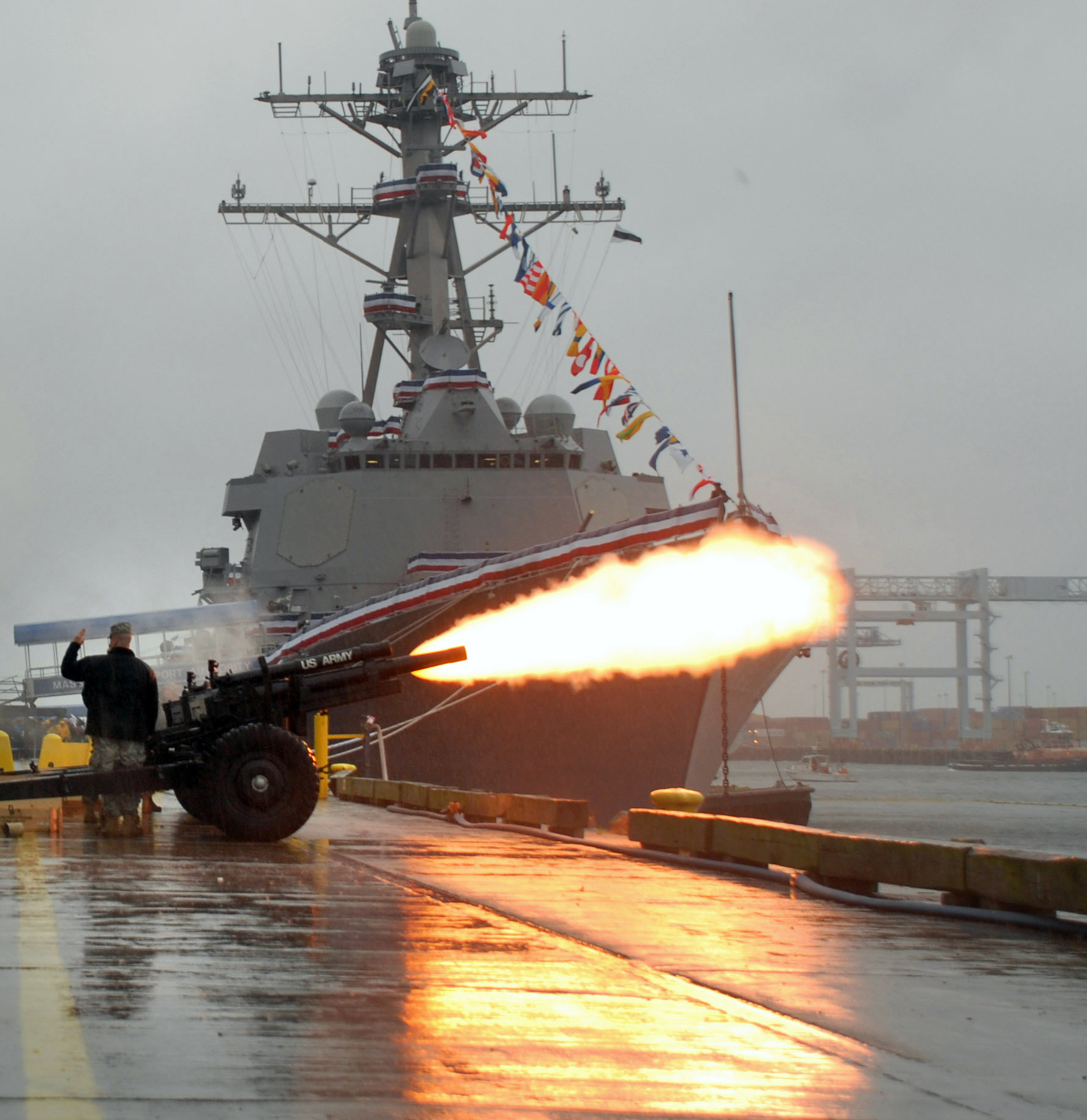
Введення в стрій USS Sampson

Корабель був закладений 17 березня 2005 на крабельні Bath Iron Works, яка розташована на річці Кеннебек в Баті, штат Мен, США. 16 вересня 2006 року відбулася церемонія хрещення і спуску на воду. Хрещеною матір'ю стала Клара Парсонс, правнучка адмірала Самсона та її дочка Вільям Стерлінг Парсонс. 7 листопада 2007 року в Бостоні, штат Массачусетс, відбулася церемонія введення в експлуатацію. Порт приписки Сан-Дієго, штат Каліфорнія. З 26 вересня 2016 року портом приписки стала військово-морська база Еверетт, штат Вашингтон.

## бойова служба
31 липня 2009 року залишив порт приписки для свого першого розгортання в складі ударної групи авіаносця USS «Nimitz» (CVN 68) в зоні відповідальності 5-го і 7-го флоту США, з якого повернувся 26 березня 2010 року.
Літом 2010 року есмінець взяв участь у багатонаціональних навчаннях RIMPAC
24 лютого 2012 року залишив порт приписки Сан-Дієго для запланованого розгортання в західній частині Тихого океану і на Близькому Сході, з якого повернувся 31 серпня.
1 серпня 2013 прибув на верфі Huntington Ingalls Industries Continental Maritime в Сан-Дієго для проведення обмеженого ремонту, після завершення якого 30 жовтня повернувся на військово-морську базу в Сан-Дієго.
19 червня 2014 року залишив порт приписки Сан-Дієго для участі в міжнародних навчаннях «RIMPAC 2014». 29 грудня 2014 року Сампсона було відправлено до Яванського моря для пошуку літака Airbus A320-200, рейсу 8501 Indonesia AirAsia, який зник напередодні.
1 червня 2015 року повернувся до Сан-Дієго після завершення семимісячного розгортання в зоні відповідальності 7-го флоту США. 4 серпня прибув для проведення модернізації на військово-морську корабельню у Сан-Дієго.
4 березня 2016 прибув на військово-морську базу в Сан-Дієго після завершення проведення морських випробувань, які тривали чотири дні. 26 вересня прибув в новий порт приписки на військово-морську базу Еверетт, штат Вашингтон, після завершення тижневого транзитного переходу з Сан-Дієго. 1 жовтня покинув порт приписки для розгортання в західній частині Тихого океану. 3 листопада покинув узбережжя Гавай і попрямував в порт Окленд, Нова Зеландія, де взяв участь в урочистостях з нагоди 75-річчя новозеландського флоту. На прохання уряду Нової Зеландії ракетний есмінець попрямував до міста Каікоура, де був залучений в евакуації жителів міста після потужного землетрусу, що стався у Південного острова Нової Зеландії 13 листопада. 23 грудня повернувся в порт приписки Еверетт, штат Вашингтон.
3 жовтня 2017 року залишив порт приписки військово-морську базу Еверетт, для запланованого розгортання в складі ударної групи Carrier Strike Group 9 (CSG 9). 12 листопада взяв участь у навчанні PHOTOEX в Японському морі спільно з військовими кораблями Японії і Південної Кореї. 29 січня  прибув в зону відповідальності 5-го флоту США. 21 березня пройшов Ормузьку протоку на південь, залишивши зону відповідальності 5-го флоту США. За повідомленням від 26 березня повернувся в зону відповідальності 7-го флоту США. 2 квітня прибув з візитом до Сінгапуру, який покинув 6 квітня і разом з атомним авіаносцем USS «Theodore Roosevelt» (CVN-71) провів навчання типу PASSEX, в яких взяли участь фрегат RSS «Supreme» (FFG 73) і корвет RSS «Valiant »(PGG 91) військово-морського флоту Сінгапур. 9 травня повернувся в порт приписки.

## В культурі
Брав участь в зйомках художнього фільму Морський бій. За сюжетом був знищений разом з усім екіпажем на борту потужним залпом з двох мінометних батарей "червоного" Стінгера прибульців.